# Eisbach (Rhin)
Pour les articles homonymes, voir Eisbach (homonymie).
L’Eisbach (dans la région aussi die Eis ou Altbach) est un ruisseau d'une longueur de 38 km dans le Nord-Est du Palatinat rhénan et dans le Sud-Est de la Hesse rhénane (tous deux situés en Rhénanie-Palatinat). Sa source se trouve près de Ramsen dans le Nord du Pfälzerwald et prend son chemin vers l'est dans le Rhin près de Worms.

## Cours

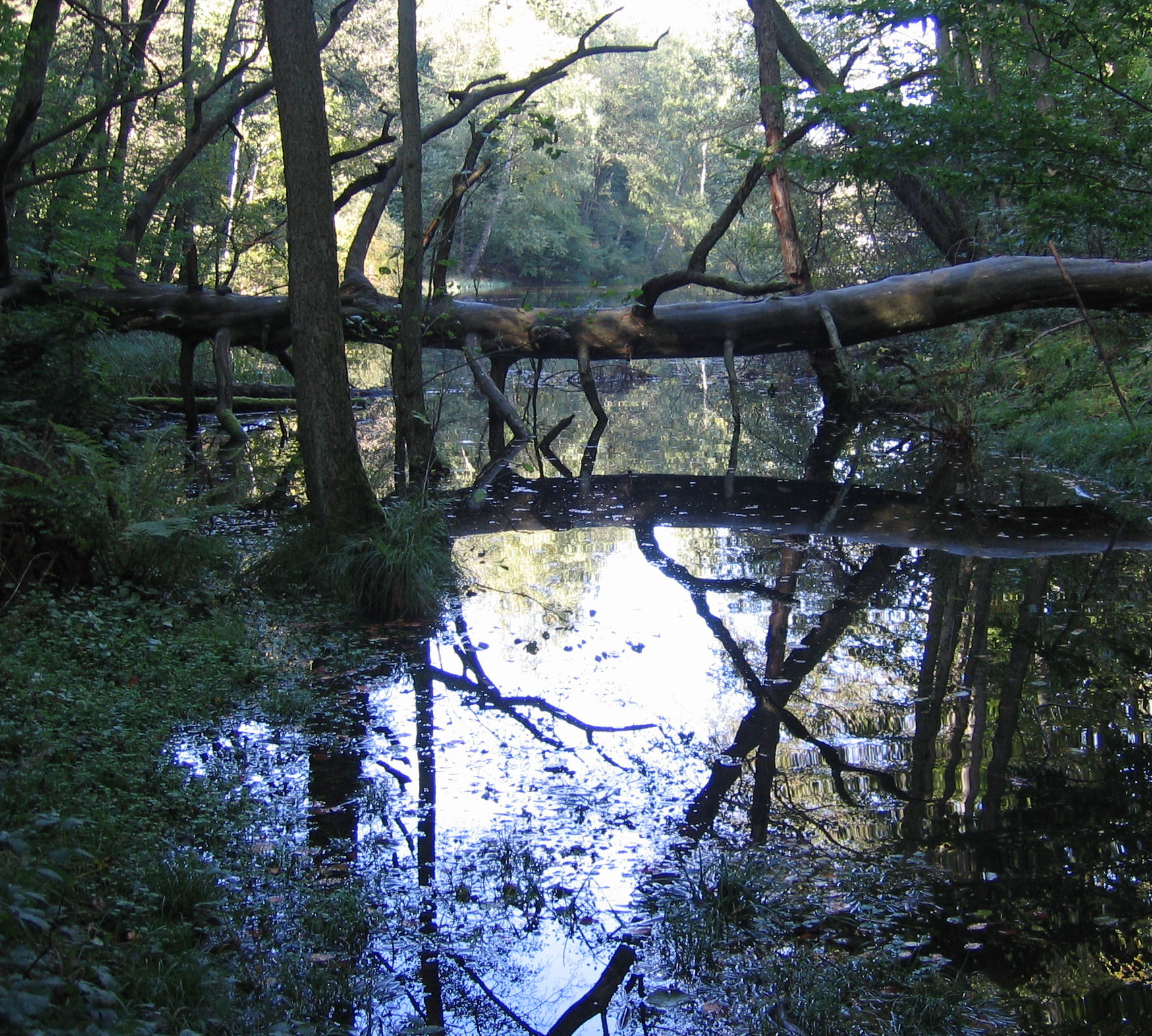
Eiswoog, les rives

Il y a sept sources pour l'Eisbach dont la plus forte se trouve sur le versant nord du Hohen Bühl (443 m NHN) dans le Nord du Pfälzerwald et au sud-ouest de la commune de Ramsen (384 m NHN). Après 1,5 km conflue le Hollerbach qui est avec 2 km un peu plus long mais apporte moins d'eau. Les ruisseaux unis se jettent alors dans le barrage Eiswoog avec une surface de 6 ha. Un peu plus bas vers le hameau Kleehof le Eisbach se joint avec le Bockbach (longueur de 3,5 km). À partir de là la direction du cours d'eau change de nord à nord-est jusqu'à l'arrivée au Rhin.

## Nom
En 766 l'Eis est mentionnée pour la première fois dans un document du Codex de Lorsch où on parle de Isna . Le nom Eis (fr : la glace) n'a rien à faire avec de l'eau glacée selon les onomastiquiens mais soit avec le fer qu'on appelle en allemand : Eisenerz et qu'on a exploité autrefois dans la région ou avec le mot germanique īs qui signifie « se déplacer violemment, se précipiter, couler vite ». L'interprétation comme Eisenbach est donnée par Ernst Christmann  et qui est soutenu par le nom de la ville Eisenberg autrefois Isenberg.
Le changement du nom Eis à Eisbach est dû au Royaume de Bavière qui régnait en 1816 dans le district du Palatinat rive gauche du Rhin. Les cartographes bavarois voulaient souligner que l'Eis est un ruisseau (allemand : Bach) d'où le nom Eisbach. Par contre, l'ancien nom existe encore dans la région dans les noms de village comme « Mühlheim an der Eis », un quartier de la commune d'Obrigheim.

## Géologie
Les traces les plus anciennes de l' Eis sont des gisements de sable rouge trouvé près de Monsheim. Il s'agit de Trias inférieur dans le Haardt qui était probablement transporté dans la Glaciation de Mindel par un ruisseau coulant doucement (peut-être le précurseur de l'Eis) pour devenir une terrasse alluviale. Les terrasses de l' Eisbach ne sont pas encore inspectées géologiquement. La succession relative est assez claire mais l'ordre chronologique n'est pas encore assuré,.

## Curiosités

### Eistal
Eiswoog
Au sud-est de la commune Ramsen l'Eisbach est retenu est forme le barrage appelé Eiswoog. Un hôtel-restaurant se trouve sur le barrage (plutôt un remblai) et derrière il y a une pisciculture. Un sentier est installé autour du lac. Dans l'Eiswoog il y a des truites, des perciformes, des grands brochets et des ombles de fontaine; mais la pêche est interdite étant terrain privé. Sur les rives le martin-pêcheur d'Europe fait son nid. Le traquet motteux, très rare en Allemagne et depuis 2008 sur la liste rouge de l'UICN, y est trouvé comme passager.
Ponts ferroviaires
Les ponts d'Eistalbahn sont des curiosités remarquables dans la vallée de l'Eisbach:
- Le Eistalviadukt (Eiswoogbrücke), construit en 1932 et en service jusqu'en 1988, a une hauteur de 35 m et est avec une longueur de 250 m le pont ferroviaire le plus long du Palatinat.
- Le Bockbachtalbrücke qui franchit le Bockbach (28,50 m haut et 170 m long) coûtait 375 000 RM.
- Le Dreibrunnentalbrücke (245.000.- RM) a une hauteur de 23 m et un seul arc.

Stumpfwaldbahn
Le Stumpfwaldbahn est un chemin de fer muséal à voie étroite (600 mm). Il est en service comme attraction touristique entre Ramsen et l'Eiswoog. 

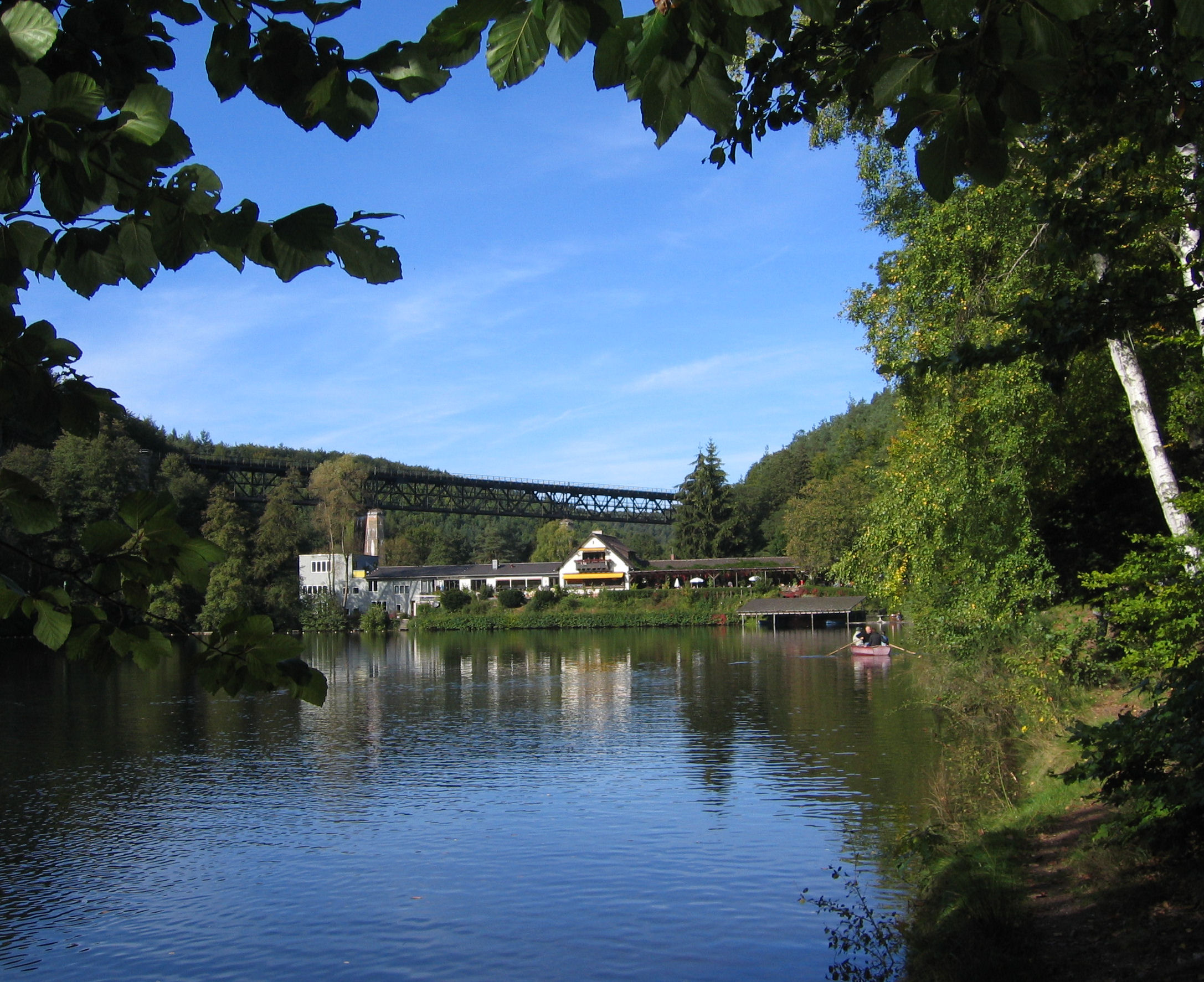
Panorama près de l'Eiswoog
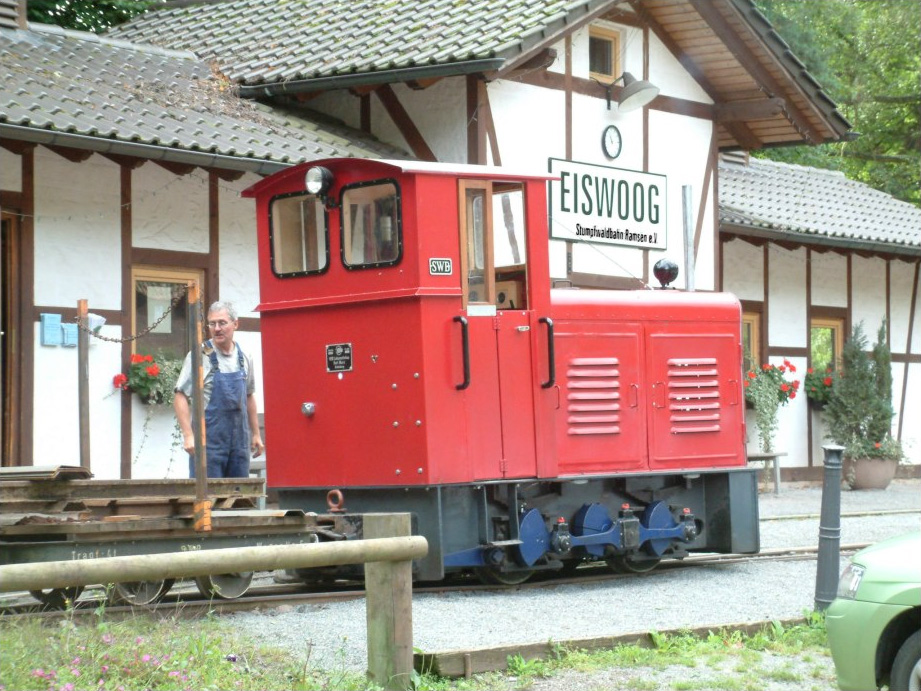
Stumpfwaldbahn
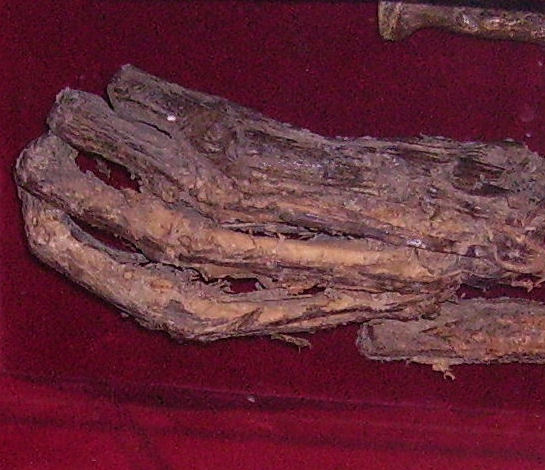
La main imputrescible
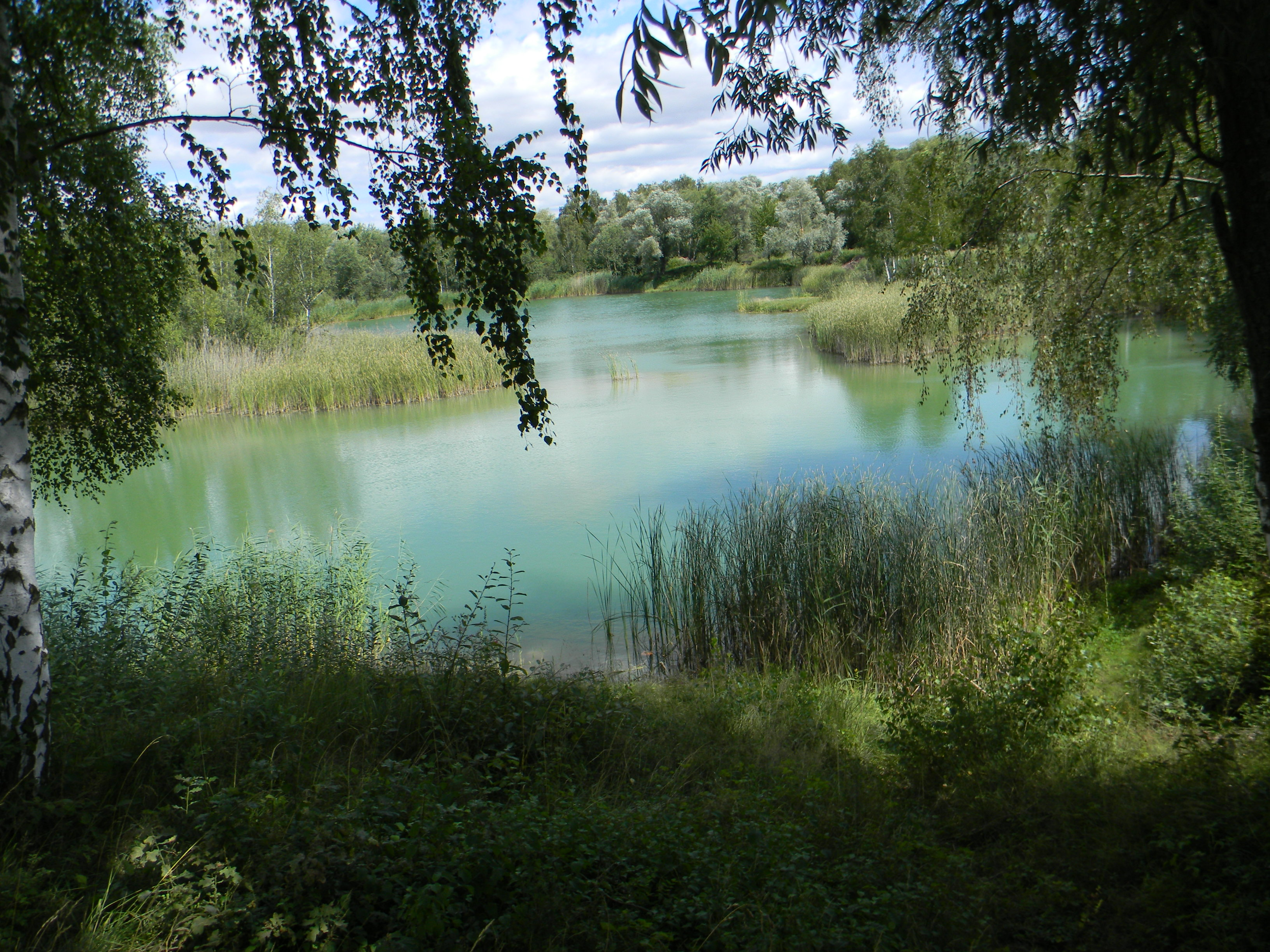
Protection des sites « Erdekaut »

La main imputrescible
La soi-disant Main imputrescible est exposée dans une vitrine de l'église protestante à Eisenberg  dont on raconte un Folklore allemand (de: Sage) concernant un parjure.
Erdekaut
Un musée de l'industrie minière

### Worms

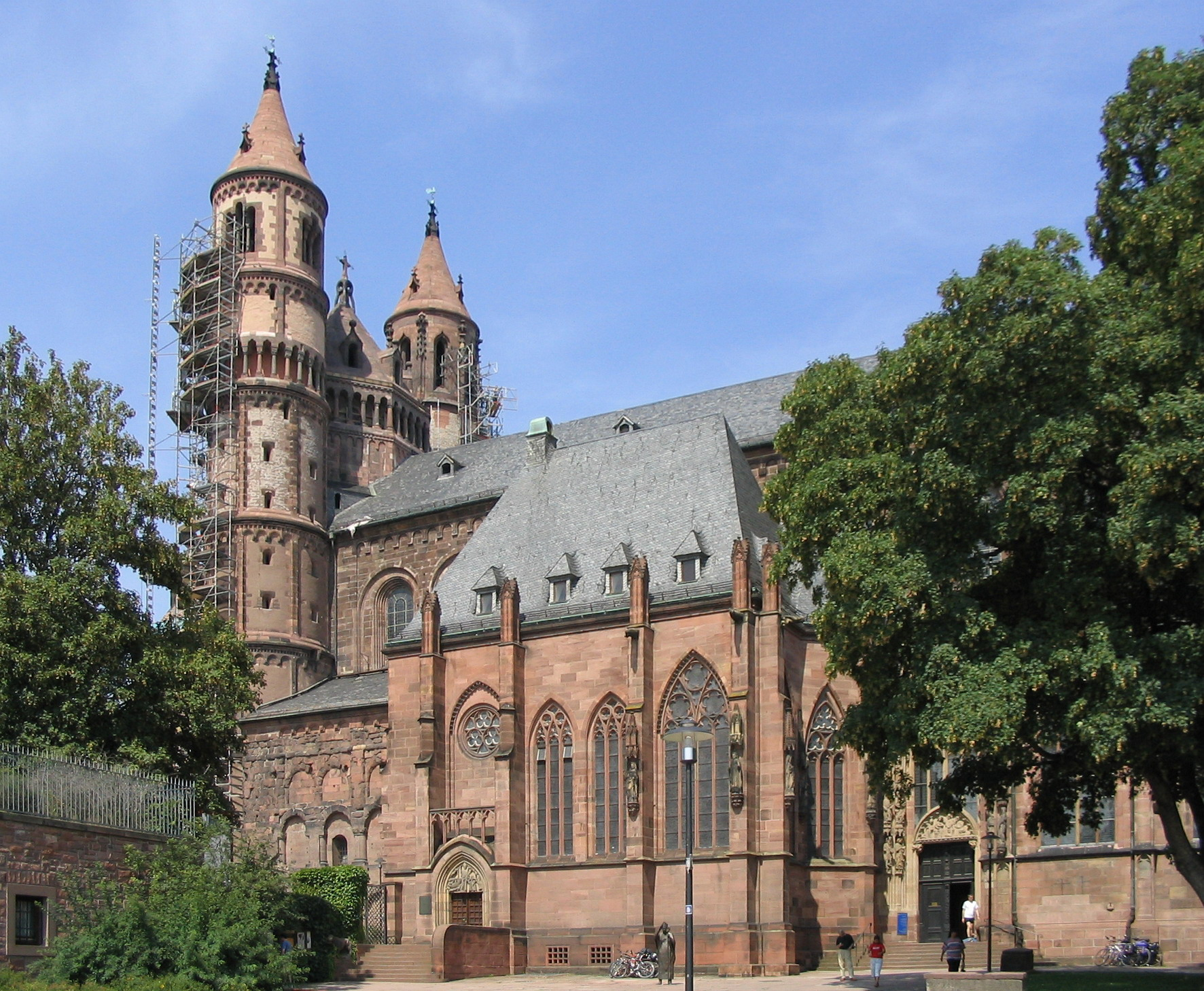
Cathédrale Saint-Pierre de Worms
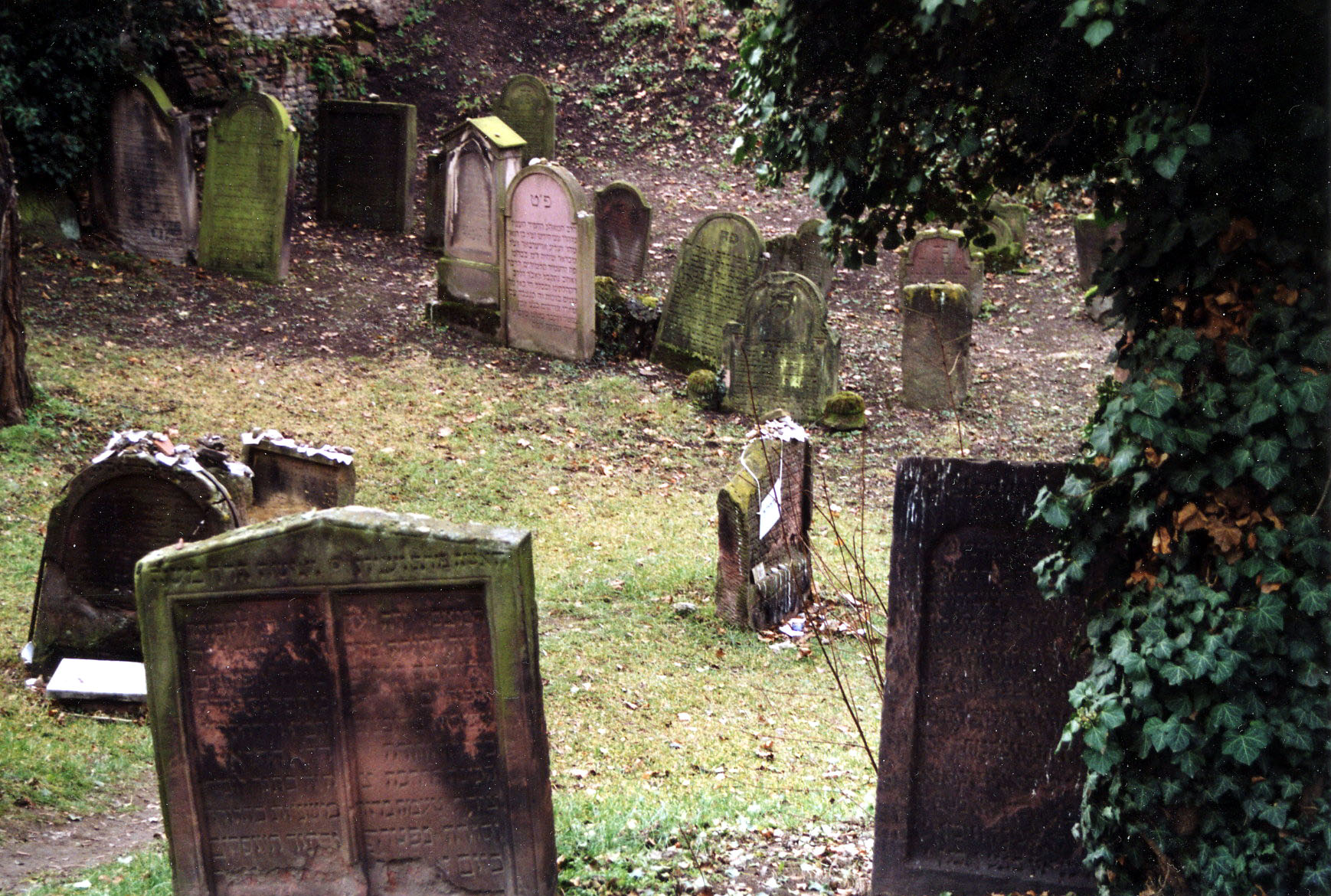
Cimetière juif de Worms, Heiliger Sand
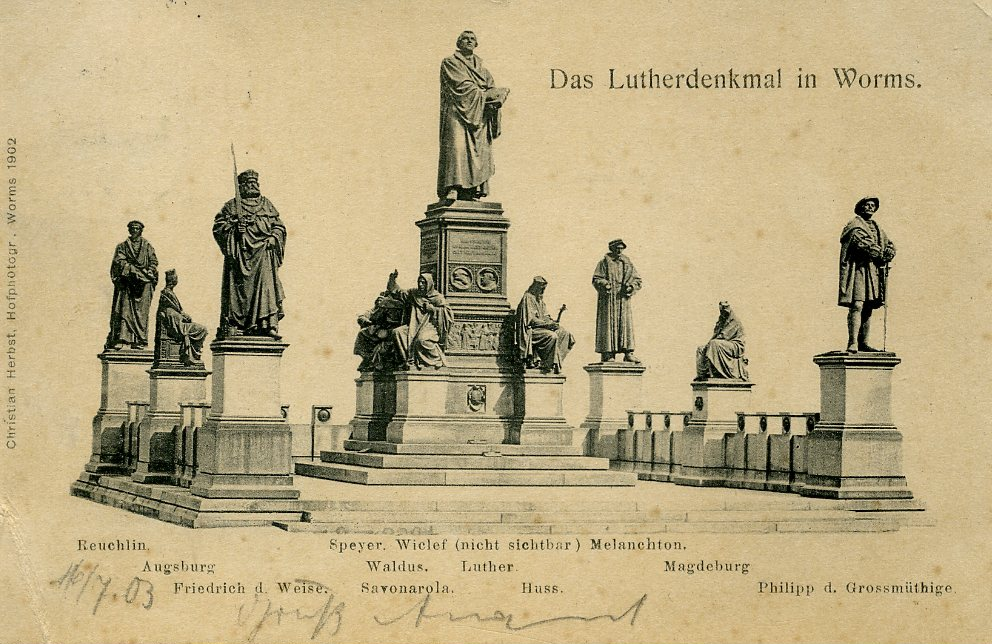
Monument à la mémoire de Martin Luther, carte postale de 1902
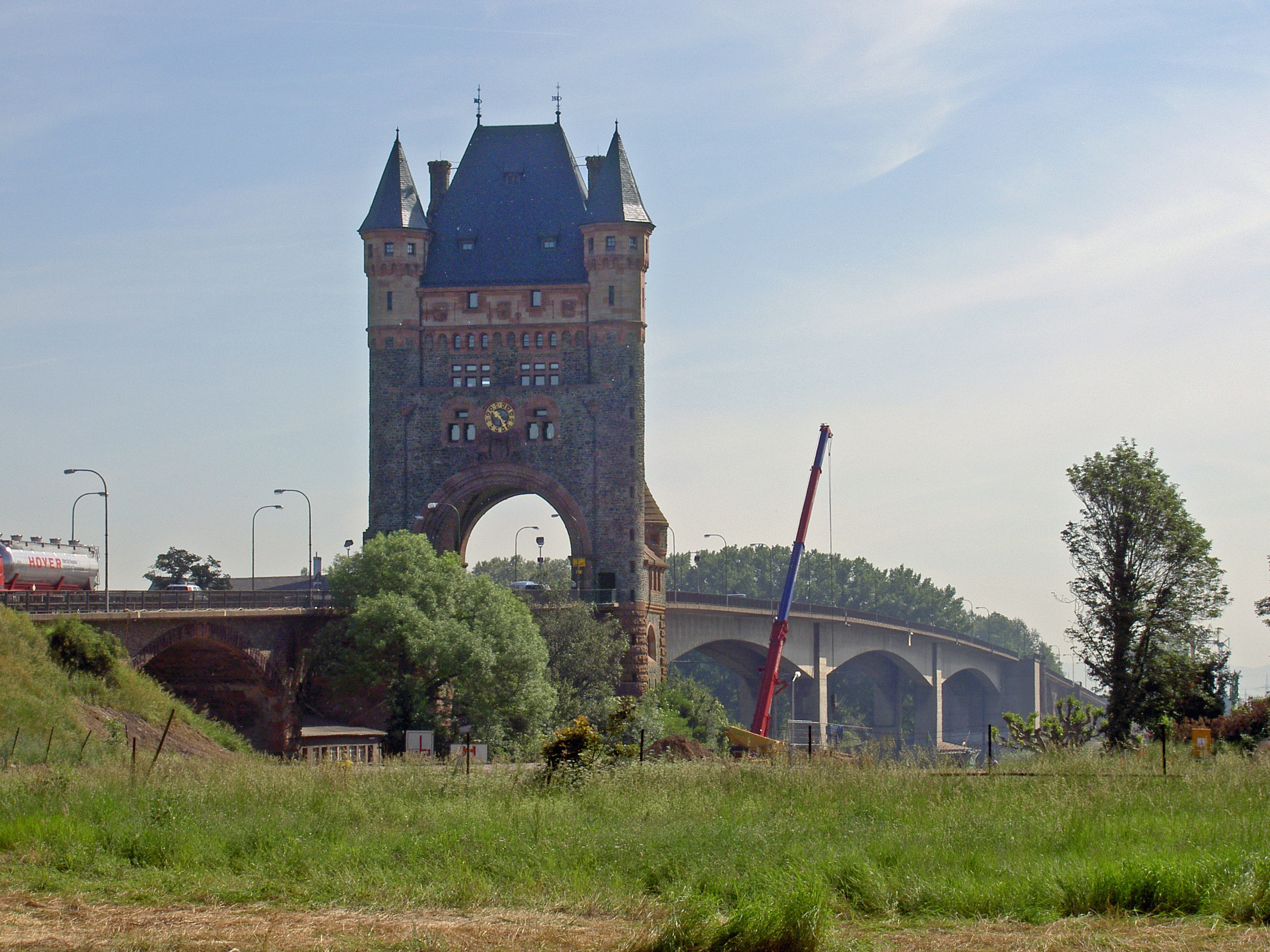
Pont des Nibelungen, vue de l'est en 2005

Worms, l'ancienne ville libre d'Empire et siège de l'évêque de Worms, situé à la bouche de l'Eisbach compte parmi les villes les plus anciennes de l'Allemagne comme Borbetomagus celtique. La ville est impressionnante par son passé médiéval.